# كاريكا (لاعب كرة قدم مواليد 1989)
كاريكا هو لاعب كرة قدم برازيلي في مركز الهجوم، ولد في 17 أغسطس 1989 في كامبو غراندي في البرازيل. لعب مع ريد بل برازيل ونادي اسبورتيفو نوفا اسبيرانزا ونادي باهيا ونادي ساو كايتانو ونادي كورينثيانز.